# Wilfred Hudleston Hudleston

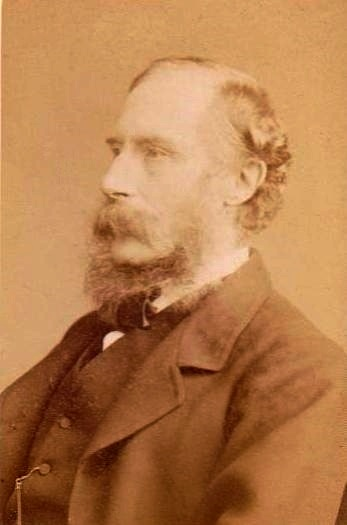
Imagem de Wilfred Hudleston Hudleston.

Wilfred Hudleston Hudleston, nascido como Simpson, mudado para Hudleston em 1867, (York, 2 de junho de 1828 — 29 de janeiro de 1909) foi um geólogo britânico. Filho de John Simpson e de Elizabeth Ward.
Seu interesse principal foi geologia e ornitologia. 
Publicou numerosas monografias sobre os gastropodas do jurássico. Tornou-se membro da  Royal Society em 12 de junho de  1884. Foi laureado com a medalha Wollaston de 1897 pela Sociedade Geológica de Londres.